# Segreto di Stato (Italia)
Il segreto di Stato, secondo la normativa italiana, è il più elevato istituto di protezione delle informazioni. 

## Storia
La disciplina dei segreti politici e militari era già contenuta nel codice penale italiano del 1930; un particolare dagli artt. 255 al 263. Secondo il tenore letterale dell'articolo 256 del codice si parla di "notizie che, nell'interesse della sicurezza dello Stato o, comunque, nell'interesse politico, interno o internazionale, dello Stato, debbono rimanere segrete". Anche il codice penale militare di pace (Capo II, Titolo I, Libro Secondo) e il codice penale militare di guerra (Capi II e III, Titolo II, Libro Terzo), entrambi promulgati nel 1941, contengono disposizioni a tutela dei segreti militari.
Nel secondo dopoguerra ci fu una nuova e specifica normativa emanata con la legge 24 ottobre 1977, n. 801, e successivamente la materia è stata rivista con la riforma dell'intelligence italiana del 2007.

## Evoluzione normativa

### La legge n. 801/1977
Viene formalmente introdotto dalla legge 24 ottobre 1977, n. 801 "Istituzione e ordinamento dei servizi per le informazioni e la sicurezza e disciplina del segreto di Stato". Il D.M. 14 giugno 1995, n. 519 disciplinava le categorie di documenti sottratti al diritto di accesso agli atti amministrativi, e il D.P.C.M. 10 marzo 1999, n. 294 trattava dello stesso argomento per quanto concernente i servizi segreti italiani.

### La legge n. 124/2007
La legge 3 agosto 2007, n. 124 ha disciplinato due tipologie di vincoli di segretezza. Da un lato il sistema amministrativo delle classifiche di segretezza (art. 42), dall'altro la disciplina del segreto di Stato (artt. 39, 40, 41).
Per quanto riguarda il segreto di Stato, unico soggetto titolare del potere di apposizione è il Presidente del Consiglio dei ministri (art. 1). L'art. 39, comma 1, statuisce che «sono coperti dal segreto di Stato gli atti, i documenti, le notizie, le attività e ogni altra cosa la cui diffusione sia idonea a recare danno all'integrità della Repubblica, anche in relazione ad accordi internazionali, alla difesa delle istituzioni poste dalla Costituzione a suo fondamento, all'indipendenza dello Stato rispetto ad altri Stati e alle relazioni con essi». Il comma 3 del medesimo articolo precisa che a essere coperti dal segreto sono «le informazioni, i documenti, gli atti, le attività, le cose o i luoghi la cui conoscenza, al di fuori degli ambiti e delle sedi autorizzate, sia tale da ledere gravemente le finalità di cui al comma 1».
Con riferimento ai limiti materiali alla segretazione, la legge prevede che mai possano essere oggetto del segreto notizie, documenti o cose, relativi a fatti di terrorismo o eversivi dell'ordine costituzionale, o a fatti costituenti i delitti di strage, associazione mafiosa e scambio elettorale politico-mafioso, ad esclusione dei nomi degli informatori della polizia e dei servizi di sicurezza; è inoltre vietato coprire con il segreto condotte di appartenenti ai servizi di sicurezza poste in essere in violazione della disciplina della speciale causa di giustificazione approntata dalla stessa legge n. 124 del 2007 per il personale dei servizi. Il Presidente del Consiglio ha il dovere di rimuovere il vincolo di segretezza quando vengono meno le esigenze che ne avevano giustificato l'apposizione; qualora la sussistenza del segreto incida su interessi di Stati esteri o di organizzazioni internazionali il provvedimento con cui è disposta la cessazione del vincolo, salvo che ricorrano ragioni di eccezionale gravità, e a condizione di reciprocità, è adottato previa intesa con le autorità estere o internazionali competenti (art. 39, comma 10). L'estensione temporale della secretazione non può superare i quindici anni calcolati dal momento dell'apposizione del segreto, tuttavia il Presidente del Consiglio può disporre una o più proroghe. In nessun caso può essere superata la durata massima di trenta anni.
Diversi poteri di controllo sono riservati dalla legge al COPASIR, sebbene l'efficacia di essi non sembra sufficiente a evitare abusi del Presidente del Consiglio. L'art. 31, comma 9, ad esempio, prevede che il segreto non possa essere opposto nell'ambito di indagini volte a verificare la rispondenza dei comportamenti di appartenenti ai servizi di informazione per la sicurezza ai compiti istituzionali previsti dalla legge; tali indagini, tuttavia, possono essere avviate solamente con il voto favorevole dei due terzi dei componenti dell'organismo.
La disciplina del segreto di Stato quale limite probatorio in sede processuale è contenuta, soprattutto, negli artt. 202, 204, 256, 256 bis, 256 ter, 270 bis, c.p.p., 66 disp. att. c.p.p. e 41, l. n. 124 del 2007. Si tratta di norme che presentano non pochi profili di ambiguità e che, comunque, riconoscono un notevole potere al Presidente del Consiglio di interferire con l'attività dell'autorità giudiziaria. L'art. 256 bis, comma 3, c.p.p., ad esempio, sembra vietare le perquisizioni all'interno di uffici nella disponibilità dei servizi di sicurezza, ciò che appare di dubbia legittimità costituzionale. In caso di contrasto tra Presidente del Consiglio e autorità giudiziaria circa la legittimità del segreto, il conflitto è risolto dalla Corte costituzionale, alla quale il segreto stesso non può in alcun caso essere opposto (la Corte, pertanto, è tenuta ad adottare le necessarie garanzie per la segretezza del procedimento).
Al Presidente del Consiglio è attribuito infine il potere di emanare un regolamento attuativo con il quale disciplinare i criteri per l'individuazione delle informazioni e delle cose da secretare; attualmente di cui al DPCM 2 ottobre 2017, n. 3.

### Il DPCM 5/2015
Il DPCM N. 5 del 2015, modificato dal DPCM N. 3 del 2017, integra ed emenda la precedente legge del 2007 e successive modifiche. Esso è il principale strumento normativo attualmente disponibile.

## Descrizione
Esso si distingue dall'altro istituto di protezione delle informazioni, la classifica dei documenti, per l'opponibilità all'autorità giudiziaria italiana, che al contrario non è consentita ai documenti classificati. Per questi ultimi, sia in formato cartaceo, sia in quello informatico, sono previsti quattro possibili livelli di classificazione: riservato, riservatissimo, segreto, segretissimo, in funzione del danno che la loro divulgazione produrrebbe allo Stato. L'originatore provvede ad apporre la stampigliatura o la sigla del documento, indicante il relativo livello di segretezza e l'eventuale qualifica di sicurezza.
Le misure operative di protezione da applicare al segreto di Stato sono equiparabili al quelle relative al più alto livello di classifica, segretissimo.

## La giurisprudenza della Corte costituzionale
La Corte costituzionale, con sentenza dell'11 marzo 2009 n. 106, si è pronunciata escludendo il sindacato giurisdizionale sull'individuazione delle notizie che possano costituire segreto di Stato. La pronunzia è stata definita "scandalosa" da molti costituzionalisti.
Secondo la Corte, "l'individuazione degli atti, dei fatti, delle notizie che possono compromettere la sicurezza dello Stato e che devono rimanere segreti" costituisce il risultato di una valutazione "ampiamente discrezionale". Deve pertanto escludersi ogni sindacato giurisdizionale, in quanto "è inibito al potere giurisdizionale di sostituirsi al potere esecutivo e alla pubblica amministrazione, e di operare il sindacato di merito sui loro atti". L'esercizio del potere di secretazione sarebbe quindi assoggettato al solo Parlamento, "sede normale di controllo nel merito delle più alte e più gravi decisioni dell'esecutivo", attraverso il Comitato parlamentare per la sicurezza della Repubblica (Copasir, già Copaco).
Con la stessa pronuncia, la Corte ha esteso anche agli agenti indagati quanto previsto dall'art. 41 della legge n. 124/2007, ossia che "ai pubblici ufficiali, ai pubblici impiegati e agli incaricati di pubblico servizio è fatto divieto di riferire riguardo a fatti coperti da segreto di Stato". Questa pronuncia ha evitato a Marco Mancini il giudizio, in riferimento allo scandalo Telecom-Sismi
La citata pronuncia è stata particolarmente criticata  proprio perché, a seguito della riforma del 2007, si era ritenuto che fosse compito della Corte costituzionale sindacare la legittimità, non solo formale, degli atti di apposizione e opposizione del segreto di Stato. In particolare, è opinione diffusa  quella secondo cui la Corte debba operare un controllo al fine di valutare il rispetto dei canoni di proporzionalità e ragionevolezza degli atti di apposizione e opposizione, al fine di accertare eventuali vizi di sviamento o eccesso di potere. Tale orientamento giurisprudenziale, tuttavia, è stato ribadito anche nelle sentenze n. 40 del 2012 e n. 24 del 2014.

## Condizioni per l'accesso agli atti protetti
La normativa vigente distingue quattro possibili livelli di classificazione dei documenti (cartacei o informatici): riservato, riservatissimo, segreto, segretissimo. L'originatore provvede ad apporre la stampigliatura o la sigla del documento, indicante il relativo livello di sicurezza e di segretezza.
Le informazioni così classificate sono presidiate dall'art. 262 del codice penale. Secondo il codice dell'ordinamento militare l'accesso - in consultazione e/o aggiornamento - da parte di persone fisiche o giuridiche a tali risorse, e il trattamento loro del contenuto informativo, sono subordinati alla richiesta e al rilascio di un nulla osta:
- Nulla Osta Sicurezza (NOS): per le persone fisiche, quali militari e funzionari della pubblica amministrazione
- Nulla Osta Sicurezza Industriale (NOSI): per la partecipazione degli operatori economici a pubbliche gare di appalto o di fornitura
- Nulla Osta Sicurezza Industriale Strategico (NOSIS): riservato alle aziende ritenute dallo Stato di importanza strategica, quali Leonardo.

A partire dal 2017, l'abilitando è tenuto a compilare un foglio notizie relative agli anni più recenti della propria vita privata e personale extralavorativa. Il rilascio dei due Nulla Osta compete al Dipartimento delle informazioni per la sicurezza, che risponde alla Presidenza del Consiglio dei ministri.

## Aspetti dibattuti sull'utilizzo
Secondo l'ex Presidente della Repubblica Francesco Cossiga, in Italia «non esistono segreti di Stato che non siano già noti» e «secondo una vecchia tradizione, se si vuole tutelare una notizia, l'autorità ha un solo sistema: non lasciare nulla per iscritto e mentire oralmente».
Una lista non esaustiva dell'apposizione del segreto di Stato in Italia che ha generato controversie:
- Durante le indagini sul golpe bianco, venne posto il segreto di Stato dal Governo[quale Governo?] anche se, secondo Edgardo Sogno, il segreto non riguardava il golpe ma un memorandum sui fatti d'Ungheria e alcuni documenti riguardanti Mario Scelba.[6]
- Vicenda ENI-Petronim, il governo Cossiga appose il segreto di Stato su una tangente del 7% pagata da ENI per un vantaggioso contratto petrolifero con la società saudita Petronim.[7]
- Nel 1985 l'allora Presidente del Consiglio Bettino Craxi pose il segreto di Stato sulle vicende riguardanti Augusto Cauchi, terrorista nero fatto espatriare nel 1974 dal SID, durante l'istruttoria sulla strage dell'Italicus.[6]
- Sempre nel 1985 Craxi appose il segreto di Stato alle indagini sul comportamento del SISMI che, recuperato in Uruguay l'archivio di Licio Gelli, decise di restituire alle autorità sudamericane due fascicoli riguardanti due politici italiani.[6]
- Nel 1988 Ciriaco De Mita pose il segreto di Stato sulla vicenda dell'Argo 16.[8]

### Governo Prodi I
- In seguito alle dichiarazioni del pentito Carmine Schiavone sui rifiuti nucleari e tossici verbalizzate nel 1993, il governo pose nel 1997 il segreto di Stato, tolto dopo 16 anni solo nel novembre del 2013.[9]

### Governo Berlusconi III
- L'allora Presidente del Consiglio Berlusconi ha apposto il segreto di Stato sui lavori di ristrutturazione della propria villa privata in Sardegna (villa Certosa)[10].

### Governo Prodi II
- Caso Abu Omar: Romano Prodi ha apposto il segreto di Stato (confermato poi dal successivo Presidente del Consiglio Silvio Berlusconi).[2]

### Governo Berlusconi IV
- Caso Abu Omar: Nel 2008 il governo Berlusconi IV ha confermato il segreto di Stato opposto alle indagini sulla collaborazione dei servizi segreti italiani all'extraordinary rendition compiuta in Italia da agenti della CIA nei confronti di Abu Omar. Marco Mancini è stato quindi prosciolto per improcedibilità.[3]
- L'archivio segreto di via Nazionale: Nel 2009 è stato opposto il segreto di Stato alle indagini sull'archivio di dossier raccolto dal direttore del Sismi Niccolò Pollari in un "ufficio riservato" di via Nazionale a Roma, spiando a partire dal 2001, intensamente fino al 2003 e poi saltuariamente fino al 2006, quattro procure della Repubblica (Milano, Torino, Roma e Palermo), 203 giudici di 12 paesi europei (di cui 47 italiani), giornalisti e politici dell'opposizione di centrosinistra, sorvegliandone le iniziative, intimidendoli con operazioni di disinformazione, fino a screditarli con manovre "anche traumatiche", secondo la definizione dei giudici inquirenti.[2]
- Il segreto di Stato fu anche opposto alla Procura Militare di Padova in occasione della richiesta di esibizione del Memorandum di intesa tra Italia e USA circa l'uso della Base Aerea di Aviano.
- Scandalo Telecom-SISMI: Il 22 dicembre 2009, anche a seguito della sentenza n. 124/2009 della Corte Costituzionale, il governo ha posto il segreto di Stato sulle indagini sui dossier illegali di Telecom, per i quali era indagato l'ex numero due del SISMI, Marco Mancini[3]. Secondo il governo[11], le richieste a Marco Mancini si riferirebbero ad "argomenti riguardanti rapporti tra servizi di informazioni italiani e stranieri; assetti organizzativi del SISMI e qualifiche e incarichi ricoperti dai suoi dirigenti; rapporti di dipendenti del SISMI con soggetti esterni al servizio stesso; ordini e direttive interni riguardanti rapporti con soggetti esterni; profili attinenti a modalità e ad obiettivi operativi; contenuto dei rapporti con informatori e criteri di gestione degli stessi", ossia le "relazioni internazionali tra servizi di informazione e gli interna corporis degli organismi informativi", il disvelamento delle quali "potrebbe da un lato minare la credibilità degli organismi informativi nei rapporti con le strutture collegate, dall'altro pregiudicarne la capacità ed efficienza operativa con grave nocumento per gli interessi dello Stato". L'apposizione del segreto di Stato ha portato al proscioglimento di Mancini per improcedibilità, come avvenuto nel caso Abu Omar[3]
- L'arsenale della Maddalena: Nel 1994, durante la guerra dei Balcani, una nave carica di armi partita dall'ex Unione Sovietica con destinazione i Balcani, fu intercettata nel canale d'Otranto e venne sequestrato il carico. Il tribunale di Torino ne aveva ordinato la distruzione. L'arsenale sequestrato nell'Adriatico, formato da 50 sistemi controcarro Fagot con 400 missili, 30 000 fucili d'assalto AK-47 con 32 milioni di cartucce, 5 000 razzi katiuscia, 11 000 razzi anticarro; era custodito nell'isola di Santo Stefano. Contenuti in casse, accatastate su più file, inventariate in un lungo elenco, l'originale al tribunale di Torino, le copie presso i comandi militari. Nel mese di maggio 2011 missili, razzi e kalashnikov sono stati portati via dal bunker, consegnati dalla Marina all'Esercito, sbarcati nel Lazio, e non se ne ha avuto più notizia fino al 2014, quando le armi e munizioni furono trasferite ai miliziani Peshmerga della regione autonoma del Kurdistan iracheno nel quadro del contrasto alle forze dell'ISIS[12][13].

L'utilizzo estensivo del segreto di Stato durante il governo Berlusconi IV ha sollevato alcune critiche. Secondo Felice Casson (deputato PD), "è invalso un uso esagerato e non corretto dell'apposizione del segreto di Stato", e si dimenticherebbero "gli interessi costituzionalmente protetti in gioco: l'accertamento della verità su fatti gravissimi e l'esercizio della giurisdizione". "Il messaggio che passa è che i servizi segreti possono fare quello che vogliono, tanto poi possono appellarsi al segreto e tutto finisce lì".

### Governo Monti, Governo Letta I, Governo Gentiloni e Governo Conte
Non risultano attività in merito al segreto di Stato in queste legislature.

### Governo Renzi
- Il 22 aprile 2014 Matteo Renzi ha firmato la direttiva che avrebbe dovuto declassificare gli atti relativi ai fatti di Ustica, Peteano, Italicus, Piazza Fontana, Piazza della Loggia, Gioia Tauro, stazione di Bologna e rapido 904.[15][16]